# George Hinsley
George Hinsley (19 tháng 7 năm 1914 – 1989) là một cầu thủ bóng đá người Anh thi đấu cho Barnsley, Bradford City, Halifax Town và Nelson.